# Mimí
Irma Angélica Hernández Ochoa (Monterrey, Nuevo León, 29 de diciembre de 1962), conocida artísticamente como Mimí, es una cantante, compositora, actriz y presentadora de televisión mexicana. Conocida internacionalmente, en su faceta musical, por integrar el grupo mexicano de pop Flans, desde sus inicios a mediados de la década de los ochenta, y después publica su álbum debut como solista titulado Mimí distribuido por EMI Music, el cual consolida su éxito en Latinoamérica. También es conocida por ser una de las jueces en los programas musicales La Academia y Latin American Idol. Es hija de los cantantes de música ranchera Lucha Moreno y José Juan.

## Sus inicios
Mimí es descubierta en 1983 en un festival escolar por el productor Guillermo Bouchot, quien la invita a participar en un programa musical de televisión, a lo que inmediatamente Mimí rechaza por no querer tener nada que ver con el medio artístico, ya que por causa de este, su niñez se vio marcada por la ausencia de sus padres al tener que dejarla sola a ella y a sus dos hermanos por su trabajo como cantantes de música vernácula. Nuevamente es invitada al mencionado proyecto por su amiga Isabel Lascuráin (quien integraría más tarde el grupo Pandora) quien la convence de participar sin imaginarse que sería integrante del grupo femenino más exitoso de los años 80: Flans. Su carrera comienza al lado de sus compañeras Ilse e Ivonne; que como Flans marcaron toda una época en la música pop así como tendencias con sus innovadoras coreografías, modas y canciones; rompían con lo tradicionalmente visto a mediados de los 80. Mimí se identificaba como "la romántica del grupo" la que las niñas imitaban por sus grandes moños en su cabello y sus faldones color pastel con los que impuso moda. Mimí, heredera de una potente voz se identificó con el público por su capacidad para interpretar las baladas románticas del grupo e imprimir fuerza en sus presentaciones en vivo, mostrando siempre una personalidad radiante pero con un toque serio y sensual.
La "dicharachera" del grupo, la que más hablaba en las entrevistas con una excelente preparación, Mimí en compañía de sus compañeras se lanzan a grabar el que sería su primer disco como grupo titulado simplemente Flans. Su primera presentación la hacen en 1985 en el programa Siempre en Domingo y con el tema "Bazar" empiezan a cosechar éxitos así como giras por toda la República Mexicana, Centro y Sudamérica, destacándose como intérprete con los temas "Billy" y "En el medio de los dos", del cual es autora de este último. En 1986 da vida al disco 20 Millas. en el cual refuerza su éxito con el tema "Hoy por ti, mañana por mí", y con la balada "Bésame", logrando discos de oro por las altas ventas. Interpreta el tema "Luz y sombra" de su tercer disco (del mismo nombre) en 1987, siendo autora también del tema "Sin ti" de la misma producción.
Con una nueva imagen más sensual y madura graba el disco Alma Gemela en 1988, y haciendo gala de su gran voz da vida a "Giovanni Amore" (que también es de su autoría) balada italiana de corte romántico y el tema "La única estrella" de la autoría de Miguel Bosé. Edita Cuéntamelo Dum Dum en 1989 proyecto dedicado al público infantil en el cual interpreta el tema "Tajín el Huracán".
Se enfrenta a la desintegración de Flans en 1990 con un último disco titulado Adiós, del que es compositora e intérprete del tema "Y no estás", a la par que da voz a los temas "Peligro" y "Horas".

## Nuevos horizontes

### By Mimí y debut como actriz:Amor de nadie
Posterior a la desintegración de Flans, Mimí comienza su carrera como empresaria al abrir una boutique lanzando su línea de ropa "By Mimí" en la Ciudad de México, pero su inquietud por seguir en el mundo de la música seguía latente al querer continuar su carrera como solista. Sin embargo, se presentó una nueva oportunidad fuera de la música. En 1990 debuta como actriz encarnando el papel de "Perla" en la telenovela de Televisa Amor de nadie protagonizada por Lucía Méndez y Saúl Lisazo donde realizó una destacada actuación. No es hasta el año siguiente que daría inicio a su faceta musical como solista.

### Mimí: Álbum debut
Bajo la producción de Horacio Lanzi y Gabriela Carballo para el sello discográfico EMI Capitol, en octubre de 1991 ve la luz el primer proyecto musical de Mimí, el disco de título homónimo Mimí marca el inicio de su carrera como solista, fue concebido como una producción que buscaba adaptar y presentar el estilo y género propio de Mimí: mayoritariamente enfocado en la balada romántica, una marcada influencia de cantautores de rock ingleses y una imagen mucho más sobria y conservadora en comparación a lo mostrado en su paso por Flans, el pop quedó prácticamente relegado. Conformado por 12 canciones, de este disco se desprendió el primer sencillo inédito "Cada día que pasa te quiero más", tema promocional el cual además aperturó su carrera como solista en el programa Siempre en Domingo. Seguidamente, se publicó el segundo y más relevante sencillo en la carrera de Mimí: "Finge que no" un cover del grupo The Alan Parsons Project titulado "Don't let it show" con el cual logra el agrado del público colocándose en la posición número 1 de las listas de popularidad en México, Centroamérica, Venezuela, Colombia, Ecuador y Chile para noviembre de ese año obteniendo así un éxito radial. El tercer sencillo de este disco fue "Te vi parado ahí", cover al español de "I saw her standing there" de The Beatles, seguido de los sencillos "El hombre del piano" cover de la canción "Piano man" de Billy Joel  el cual tuvo destacado éxito, "Con su blanca palidez" cover al español de "A whiter shade of pale" de Procol Harum. Destacaron también otros temas inéditos como "Solo por maldad", "Una de esas noches" y "En un cine pequeño" siendo estas últimas dos las de mayor éxito. 
Esta producción es la que le permitió a Mimí brillar con luz propia y alcanzar el éxito en muchos países de América Latina. Inicia una gira de conciertos en México, Colombia, Venezuela y Estados Unidos, así como presentaciones en programas de televisión como Siempre en Domingo y Ándale!.
Este álbum logra el disco de oro en México, Venezuela y Colombia, así como reconocimientos como el Galardón a los Grandes por la canción Finge que no, este último fue otorgado en diciembre de 1991 cuando fue invitada como dedicada al programa Galardón a los Grandes de Televisa donde habla del éxito de su disco debut y sus proyectos futuros, además de interpretar en vivo el famoso tema "Finge que no". 
Este mismo año supone otro acontecimiento importante para Mimí al decidir unirse en matrimonio con su novio Gabriel Cabrera en las playas de Acapulco. En consecuencia, Gabriel Cabrera se convierte en su mánager.

### Baila conmigo
Nuevamente en el mundo de la actuación, en 1992 Mimí encarna el papel de Rosita en la telenovela de Televisa Baila conmigo junto a los actores protagónicos Biby Gaytán y Eduardo Capetillo y los antagónicos Paulina Rubio y Rafael Rojas, además de con la participación de su madre Lucha Moreno interpretando a Johanna.

### En un momento de soledad
Luego de su participación en la telenovela Baila conmigo y a un año de la publicación de su primera producción, Mimí empieza a preparar su segundo álbum de estudio a finales de 1992. Esta vez bajo la producción y dirección de Daniel Freiberg y Adrian Posse para EMI Capitol, Mimí lanza su segundo disco como solista titulado En un momento de soledad en 1993. Este álbum se caracteriza por mostrar un balance entre la balada y el pop y una imagen más extrovertida, juvenil y sensual de Mimí. El primer sencillo "En un momento de soledad" es el más exitoso y recordado del mismo colocándose en los primeros lugares de popularidad en México y Suramérica, en el video de este tema comparte créditos con el actor Alexis Ayala. Destacan sencillos como "La que no miente" y "Con frío en las manos", así como otros temas como "Cambiando el rumbo", "Dentro de mí", "Si solo pudiera" y "La mitad de nada" que no alcanzaron la notoriedad como los anteriores singles. Este álbum incluye además la versión de "En un momento de soledad" en inglés, denominada "Moment of Weakness" con la cual incursiona en el mercado estadounidense, sin embargo no alcanzó notoriedad. 
Aunque el álbum logró certificarse disco de plata en México y logró posicionar un sencillo en las listas de popularidad, no logró cumplir las expectativas al no poder superar el éxito del disco debut de Mimí. Se le achacan problemas de promoción del disco por parte del sello discográfico lo cual supuso la no continuación con EMI Music, así como los problemas internos con su esposo en su calidad de mánager, lo que desencadenó finalmente en el cambio siendo este sustituido por Roberto Velasco.
Realizó una serie de presentaciones en programas de televisión como Siempre en Domingo y conciertos en México y Centroamérica durante 1994 y 1995 cantando sus temas como solista.

### Teatro y conducción
En 1997, Mimí retoma la actuación participando en la obra de teatro Don Juan Tenorio al lado del desaparecido Paco Stanley en la cual logra obtener reconocimiento por su buen desempeño siendo este su debut en teatro. En ese mismo año también debuta como conductora en el programa Rola la rola proyecto de Televisión Azteca, el cual abandona años más tarde para preparar su reencuentro con sus ex-compañeras Ivonne e Ilse.

## Retorno de Flans
En 1999, en la llamada "época de los reencuentros", Mildred Villafañe se pone en contacto con  Mimi para ver la posibilidad de un reencuentro con el grupo Flans, ella acepta y en el marco del "Festival Acapulco Milenio" en Acapulco, Guerrero, Mimí se reencuentra con sus excompañeras en una serie de exitosas presentaciones. Lanza junto con Ilse e Ivonne su séptima producción Hadas, (misma que se dio a conocer en el Auditorio Nacional) el cual grabaron en Londres y Los Ángeles, y fue producido por Mildred Villafañe, Aarón Moltalvo, Luis Carlos Esteban e Ivonne Guevara. El primer sencillo, "Hadas" de Juan Pablo Manzanero, se colocó en pocas semanas en las listas de popularidad, Mimí cantó en este disco un cover de la española Luz Casal "Rufino" él cual contó con la participación del ex-Timbiriche Diego Shoening y participó como coautora junto con su compañera Ivonne del tema "Gracias", una versión en español del tema "Thank You" de la cantante inglesa Dido traducida y dedicada para Ilse. En este disco interpreta también "Cuando tú no estés conmigo", canción que habla de perder a un ser amado, a lo que Mimí no pudo cantar ni promocionar el tema ya que en esta etapa sufre un fuerte golpe emocional al enfrentar la enfermedad y fallecimiento de su hermana menor Iliana a causa del cáncer. Derivado de esto, Mimí enfrenta una fuerte crisis, cae en depresión y se ve cara a cara con el fantasma de la anorexia, aunado también con la incapacidad (después de varios tratamientos de fertilidad) de ser madre; esta situación entre otras provoca su separación y divorcio de Gabriel Cabrera, lo cual hizo empeorar su estado emocional y de salud, debiendo de esta forma someterse a un tratamiento de rehabilitación.
Para marzo de 2001, Mimí retoma su carrera con Flans junto con Mildred Villafañe como productora mas no como representante, esto hace que Mildred exija más porcentaje en ganancias por ser la titular del nombre y concepto "Flans" a lo que Mimí, Ivonne e Ilse se oponen y empiezan una disputa legal en torno al nombre Flans. Después de varios meses, la Dirección General de Derechos de Autor decidió dar el fallo de la titularidad del nombre "Flans" a favor de Villafañe. Debido a lo anterior, las ahora ex Flans, después de pensar mucho en el futuro del trío, decidieron adoptar el nombre de IIM (las iniciales del nombre de cada una) con el que lanzaron la séptima producción titulada simplemente IIM, con temas en versiones electrónicas adaptadas a la época de sus más grandes éxitos y tres temas inéditos entre ellos  "El amor es ciego" que canta Mimí. Luego del lanzamiento de este disco, el grupo vuelve a una etapa de inactividad.
Luego de IIM, Mimí vuelve a la actuación participando en la serie de televisión La familia P. Luche de Televisa junto al comediante Eugenio Derbez y la actriz Consuelo Duval.

## 20 millas después
Después de superar la anorexia, la depresión, los pleitos legales por el nombre "Flans" y su divorcio con Gabriel Cabrera, Mimí vuelve a reunirse con Ilse e Ivonne en 2005 para conmemorar el 20.º aniversario del surgimiento del grupo que las vio nacer. Las chicas se reconcilian con Villafañe y deciden festejar con una gira de aniversario, llamada 20 Millas después, regresan como Flans en una serie de conciertos en México, Estados Unidos y Centroamérica patrocinada por TV Azteca, la cual cumplió con las expectativas de los fanes del grupo
Mimí junto con Flans da por terminada la gira de festejo 20 millas después el 15 de diciembre de 2005 en la Plaza de Toros México, con su repertorio clásico de Flans y con casi 25.000 asistentes. Después de esto Mimí pone una nueva pausa a lo que a Flans se refiere.

## Presentadora y jurado
Gracias a su trayectoria, Mimí ha sido seleccionada en varias ocasiones para formar parte de jurados de "reality shows" destinados a formar nuevas estrellas, fue juez de la tercera generación de La Academia en el 2004, fue parte del jurado del programa Quinceañera en 2006 junto con Ana María Polo y del prestigioso programa de Sony Music Latin American Idol desde 2007 al 2009 junto a Jon Secada, Gustavo Sánchez Mas y Óscar Mediavilla.
Además, se ha desenvuelto como conductora de programas de televisión, fue conductora del programa Cada mañana en 2004, fue invitada como panelista del conteo de Las 100 Grandiosas Canciones de los 80's en español de la cadena estadounidense de videos musicales VH1, además de ser presentadora de otros programas de dicha cadena posteriormente y fue conductora principal del extinto programa Para todos transmitido por Azteca 13.

## Nuevos proyectos
Con posterioridad a la gira 20 millas después, Mimí junto con Ilse asistió a diversos eventos a los cuales se les ha invitado en representación de Flans, como conciertos de estaciones de radio o el musical Hoy no me puedo levantar de Nacho Cano, compositor del tema "No controles" que interpreta Ivonne y que las consolidó en el mundo musical. Ivonne rechaza las invitaciones, siendo únicamente Mimí e Ilse las que asisten representando al grupo.
La emisión televisiva Historias Engarzadas de Televisión Azteca le dedica un programa completo a Mimí en el cual comparte con la presentadora Mónica Garza lo que ha sido su vida personal y profesional a través de los años que lleva trabajando en el medio artístico.
En mayo de 2010 sale al aire el programa dedicado a Flans La historia detrás del mito conducido por Atala Sarmiento en Televisión Azteca en donde narran a grandes rasgos la trayectoria del grupo con entrevistas tanto de Mimí, Ilse e Ivonne, Mildred Villafañe así como de personalidades varias del espectáculo en relación con Flans. En ese mismo año, Mimí y sus ex-compañeras reciben otra invitación para que representen a Flans y para sorpresa de muchos, por el grupo el cual siempre se consideró su rival en los años 80: Pandora, lo anterior para desmitificar la tan sonada rivalidad que había entre los dos grupos ya que toda la vida han sido amigas y compañeras, aclarando que la rivalidad siempre la hicieron los medios de comunicación y que solo hubo entre ellas una competencia sana en lo que a la música se refiere. Aprovechando los 25 años del grupo Pandora, las Flans son invitadas a la grabación de una nueva versión del tema "Las mil y una noches" para el disco De Plata de Isabel, Mayte y Fernanda a la cual nuevamente solo asisten Mimí e Ilse formando un quinteto espectacular. De esto se derivaron 3 presentaciones en vivo en el Auditorio Nacional (2011-2012) en las cuales Mimí e Ilse fueron ovacionadas de pie junto a las anfitrionas Pandora quienes a petición del público cantaron con Mimí e Ilse en su último concierto de 2012 el tema "Veinte Millas" de Flans.
Dada la nostalgia de cantar y estar juntas nuevamente Mimí e Ilse deciden reunirse con o sin Ivonne en un proyecto que ellas denominaron Y si nosotras, el cual fue un show que tenía como base las canciones de Flans pero cantando también temas de sus carreras como solistas y de otros artistas, junto con sus músicos y 2 coros. La primera presentación se realizó en mayo de 2012 en la Feria de Puebla, el cual fue muy bien recibido por cerca de diez mil asistentes que no dejaron de corear las canciones que alguna vez hicieron éxito. En entrevista comentaron que la idea original era organizar un reencuentro del trío, pero se encontraron con la negativa de Ivonne.
Para 2012, Mimí debuta en la pantalla grande, donde participa junto con los actores Mauricio Castillo, Violeta Isfel y Cristóbal Orellana en la película dirigida por Genndy Tartakovsky Hotel Transylvania como actriz de doblaje dando vida a Eunice, destacándose por la buena interpretación que hizo de su personaje. Ese mismo año participó en Los monólogos de la vagina como la madrina de Kala y posteriormente se incorporó como conductora en el programa Los del siete de Televisión Azteca el cual llegó a su fin en 2013.
Anuncia que se encuentra trabajando en el lanzamiento de su tercer álbum como solista denominado Vuelve, un álbum con temas más acústicos y más enfocados al rock pero sin dejar de lado la balada romántica. Gracias a su ya reconocida trayectoria, es galardonada como "Embajadora" de Pronósticos para la Asistencia Pública.
Mimí vuelve a la pantalla grande, esta vez como parte del reparto de doblaje para Latinoamérica de la película de Hotel Transylvania 2 en septiembre del 2015, nuevamente al lado de Germán Fabregat, Mauricio Castillo, Violeta Isfel, Cristóbal Orellana, entre otros actores.

## Ilse, Ivonne y Mimí: el tercer regreso
A finales de 2012, sorpresivamente Ivonne se pone en contacto con Mimí e Ilse para hacerles saber –luego de toda la controversia que causó su negativa– que estaría interesada en un posible reencuentro musical. A inicios de 2013, aparecen juntas de nuevo en el concierto del grupo ochentero Matute, anunciando de esta forma su reencuentro como grupo. Utilizando únicamente sus nombres, "Ilse, Ivonne y Mimi" realizan oficialmente su regreso el 20 de abril de 2013 a los escenarios con la gira Hoy por ti, gira que fue un éxito bajo la producción y management de Ittshow, empresa independiente liderada por Cynthia Rodríguez y Laura Jasso dicha gira  se llevó a cabo en diversos puntos de la República Mexicana, Estados Unidos y Latinoamérica. Su regreso causó sensación entre el público y los medios de comunicación quienes realizaron espacios con múltiples entrevistas en donde comentan lo que significó este regreso.
El 25 de marzo de 2014 hacen oficial la firma del contrato con su nueva casa disquera, Sony Music México, y a su vez anuncian el lanzamiento de un nuevo álbum discográfico en formato Primera Fila, confirmándose en la cuenta de Twitter del trío y convirtiéndose el hashtag #Flans1aFila en tendencia en esa red social.
Primera fila fue lanzado el 30 de septiembre de 2014, logrando a pocas horas de su lanzamiento el disco de oro por ventas, y el primer lugar en iTunes. De este mismo se desprende su primer tema inédito Yo no sería yo lanzado el 19 de agosto ubicándose en las primeras posiciones. El álbum contiene otras tres canciones inéditas y además clásicos del grupo como "Bazar", "No Controles", "Veinte Millas", "Hoy por ti, mañana por mí", "Giovanni Amore", "Alma Gemela", "Tímido", "Me he enamorado de un fan", "Las mil y una noches", entre otros.
Anuncian el inició de la gira Primera Fila para febrero de 2015, le siguieron "30 años Tour" y "Así somos Tour" esta última terminando el 30 de agosto de 2019 en la ciudad de Monterrey en el Auditorio Pabellón M.

## Discografía dentro del grupo Flans
- Flans (1985)
- 20 Millas (1986)
- Luz y Sombra (1987)
- Esta Navidad (varios artistas, 1987)
- Alma gemela (1988)
- Cuéntamelo Dum Dum (1989)
- Nueva Navidad (varios artistas, 1989)
- El estudio de Lara (varios artistas, 1989)
- Juntos ayer y hoy (varios artistas, 1989)
- Adiós (1990)
- Únete a los optimistas (varios artistas, 1990)
- Hadas (1999)
- IIM (2002)
- Primera fila: Flans (2014)

## Discografía como solista
| Año de publicación | Título                   | Discográfica          | Sencillos | Certificaciones        |
| ------------------ | ------------------------ | --------------------- | --- | ---------------------- |
| 1991               | Mimí                     | EMI Music             | Cada día que pasa te quiero más, Finge que no, Te vi parado ahí, El hombre del piano, Con su blanca palidez, Una de esas noches, En un cine pequeño, Solo por maldad | Disco de Oro (500,000) |
| 1993               | En un momento de soledad | EMI Music             | En un momento de soledad, Moment of weakness, Cambiando el rumbo, La que no miente, Con frío en las manos, Si solo pudiera, Dentro de mi                             | Disco de plata         |
| TBA                | Vuelve                   | Universal Music Group | Vuelve |                        |

## Filmografía

### Cine
- Hotel Transylvania (2012) (Eunice, doblaje al español)
- Hotel Transylvania 2 (2015) (Eunice, doblaje al español)
- Hotel Transylvania 3: Summer Vacation (2018) (Eunice, doblaje al español)
- Hotel Transylvania: Transformanía (2022) (Eunice, doblaje al español)

### Televisión
- Cautiva (1986) Ella misma
- Amor de nadie (1990-1991) (Perla)
- La familia P. Luche (2004) (Mimí) (Episodio: "El verdadero padre de Junior")

### Teatro
- Don Juan Tenorio (1997)
- Monólogos de la vagina (2012)

### Programas
- Rola la rola (1997-1998) (conductora)
- La Academia: Tercera generación (2004) (jurado)[8]
- Cada mañana (2004) (conductora)
- Quinceañera (2006) (jurado)
- Latin American Idol (2007-2009) (jurado)
- Historias engarzadas (2009) (invitada especial)
- Para todos (2009-2010) (conductora)[9][10]
- Los del siete (2012-2013) (conductora)
- Mimí Contigo (2021-2022) (conductora)
- ¿Quién es la máscara? (programa de televisión mexicano) (2023) Milagrito (participante)

## Premios
- GALARDÓN A LOS GRANDES 1991. Otorgado por el sencillo "Finge que no"
- DISCO DE ORO. Otorgado en México por las ventas de Mimí
- DISCO DE ORO. Otorgado en Venezuela por las ventas de Mimí
- DISCO DE ORO. Otorgado en Colombia por las ventas de Mimí
- DISCO DE ORO. Otorgado en México por las ventas de En un momento de soledad
- GALARDÓN "Embajadora". Otorgado por el programa Pronósticos para la Asistencia Pública
- RECONOCIMIENTO VH1 "FINGE QUE NO" entre las 100 canciones más emblemáticas de los noventa en español